# Tomopteris congolana
Tomopteris congolana är en ringmaskart som beskrevs av Støp-Bowitz 1992. Tomopteris congolana ingår i släktet Tomopteris och familjen Tomopteridae. Inga underarter finns listade i Catalogue of Life.